# Anarchizmus Magyarországon
Az anarchizmus Magyarországon a szociáldemokrata mozgalomból fejlődött ki a 19. század végén. Kiemelkedő szerepet játszott az első világháború alatti antimilitarista mozgalomban, majd a háborút követő forradalomban, amely a Magyar Tanácsköztársaság kikiáltásakor csúcsosodott ki. Ezután az anarchista mozgalmat a Horthy-rezsim elnyomta, mielőtt a második világháború alatt az antifasiszta ellenállási mozgalom részeként újra megjelent volna. Ez volt az anarchizmus második hulláma, de ezúttal az újonnan létrejött kommunista rezsim fojtotta el. Az anarchista eszmék felbukkantak az 1956-os forradalom alatt, de nagyrészt elnyomva maradtak a szocializmus bukásáig, amely utat nyitott az anarchizmus harmadik hullámának Magyarországon.

## Története
Az 1848-as forradalom leverését követően az Osztrák Monarchia statáriumot hirdetett az országban, és elnyomott számos politikai mozgalmat. Ez az időszak az 1867-es osztrák–magyar kiegyezésig tartott, amely dualista monarchiát hozott létre, magyar fennhatóság alá helyezve „Szent István Koronájának Országait”. Ez magával hozta az iparosodás és a városiasodás felgyorsulását, ami a szocialista eszmék fokozatos elterjedéséhez vezetett a szegényebb osztályok körében.

### A Monarchia alatt

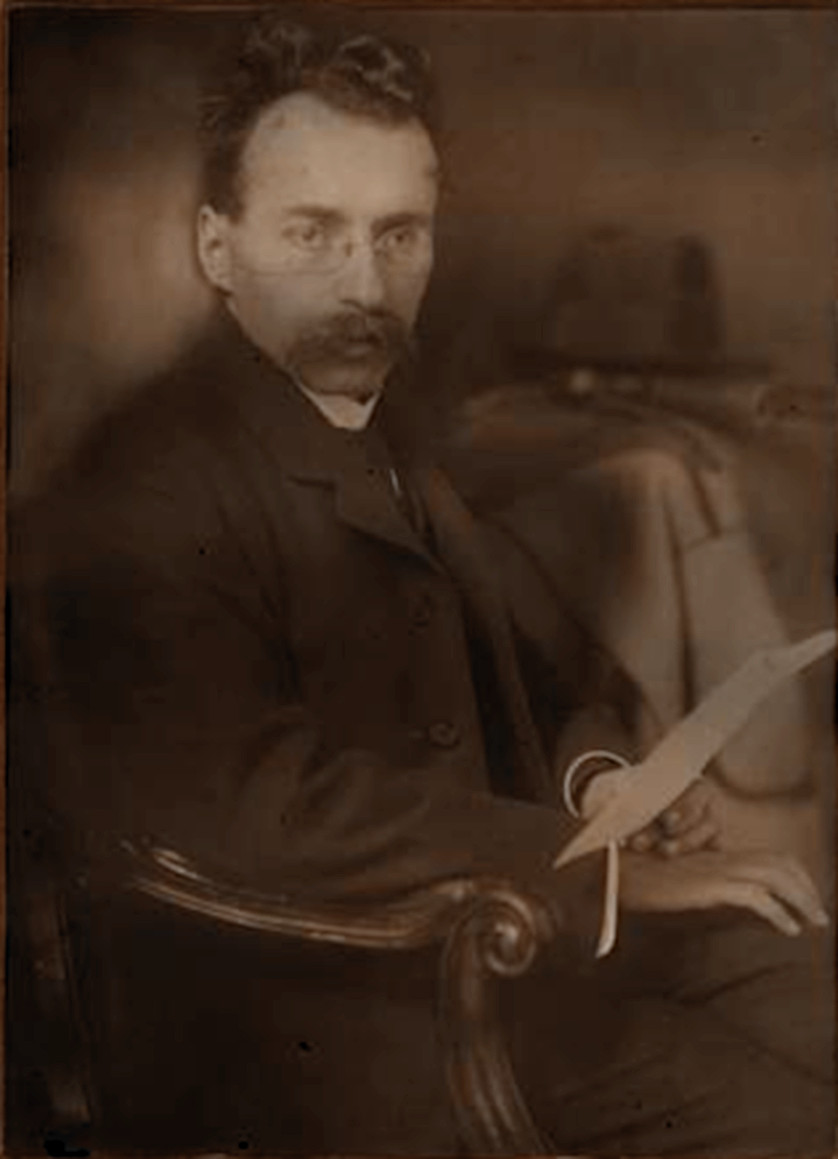
Szabó Ervin, a magyar anarchoszindikalista és antimilitarista mozgalmak egyik korai vezetője.

1881-ben egy baloldali ellenzéki csoport vált ki a Magyarországi Szociáldemokrata Pártból, különálló társadalmi anarchista szervezetet létrehozva. Céljuk a kapitalizmus forradalom általi megdöntése volt. Annak ellenére, hogy az Osztrák–Magyar Monarchia cenzúrázta őket, a csoport kiadta mind a magyar nyelvű Népakarat, mind a német nyelvű Radikal című újságot. 1884-ben a Belügyminisztérium elrendelte a magyar anarchisták bebörtönzését, a külföldi radikálisokat pedig kiutasította az országból, a csoport elnyomását eredményezve.
Az 1890-es években egy másik frakció is kivált a szociáldemokrata pártból, majd keresztény-anarchisták egy csoportjával összefogva mozgósítani kezdett a magyar parasztság körében, kialakítva az agrárszocializmus egy olyan vonulatát, amelyet a mutualizmus és a narodnyikizmus eszméi befolyásoltak. Ez vezetett a Magyarországi Független Szocialista Párt 1897-es megalakulásához, mely államellenességen alapuló teljes körű földreformon alapult. Miután a mozgalom sztrájkot szervezett a mezőgazdasági munkások között, a magyar kormány elnyomó kampányt indított a ellenük, feloszlatva gyűléseiket, betiltva kiadványaikat, vezető tagjaikat pedig száműzetésbe kényszerítve. A parasztmozgalomból kikerült aktivisták egyike Csizmadia Sándor volt, aki 1905-ben alapította egy szakszervezetet vidéki munkások számára. A csoport létszáma gyorsan több mint 75 ezer tagra ugrott. Parasztsztrájkokat szerveztek, de az állam ezt is elnyomta, és bírságokat szabott ki a résztvevő parasztokra. Szabó Ervin a Szociáldemokrata Párton belül megpróbált belső ellenzéket szervezni, hogy a párt platformját egy radikálisabb agrárpolitika felé tolja. Végül azonban teljesen kilépett a pártból, és csatlakozott a Forradalmi Szocialista Csoporthoz, egy anarchistákból és szocialistákból álló szervezethez, akiket kiábrándított a pártpolitika. A csoport parlamentellenes és militaristaellenes propagandát terjesztett szerte Budapesten, és maga Szabó is forradalmi szindikalista szervezkedést indított.
A 20. század fordulóján Batthyány Ervin klubokat, olvasótermeket és iskolákat kezdett létrehozni, hogy anarchista szellemben oktathasson. Ekkor a katolikus egyház monopolhelyzetet élvezhetett az oktatásban, így Batthyány intézményeit a papság "istentelennek" nevezte, és egyik iskoláját klerikalisták támadták meg. Batthyány ennek ellenére továbbra is biztosította az ingyenes oktatást, miközben számos anarchista kiadványt finanszírozott és előadásokat tartott a témában. Iskoláit végül az állam rekvirálta, és ő Angliába emigrált.

### Az első világháború és az antimilitarista mozgalom

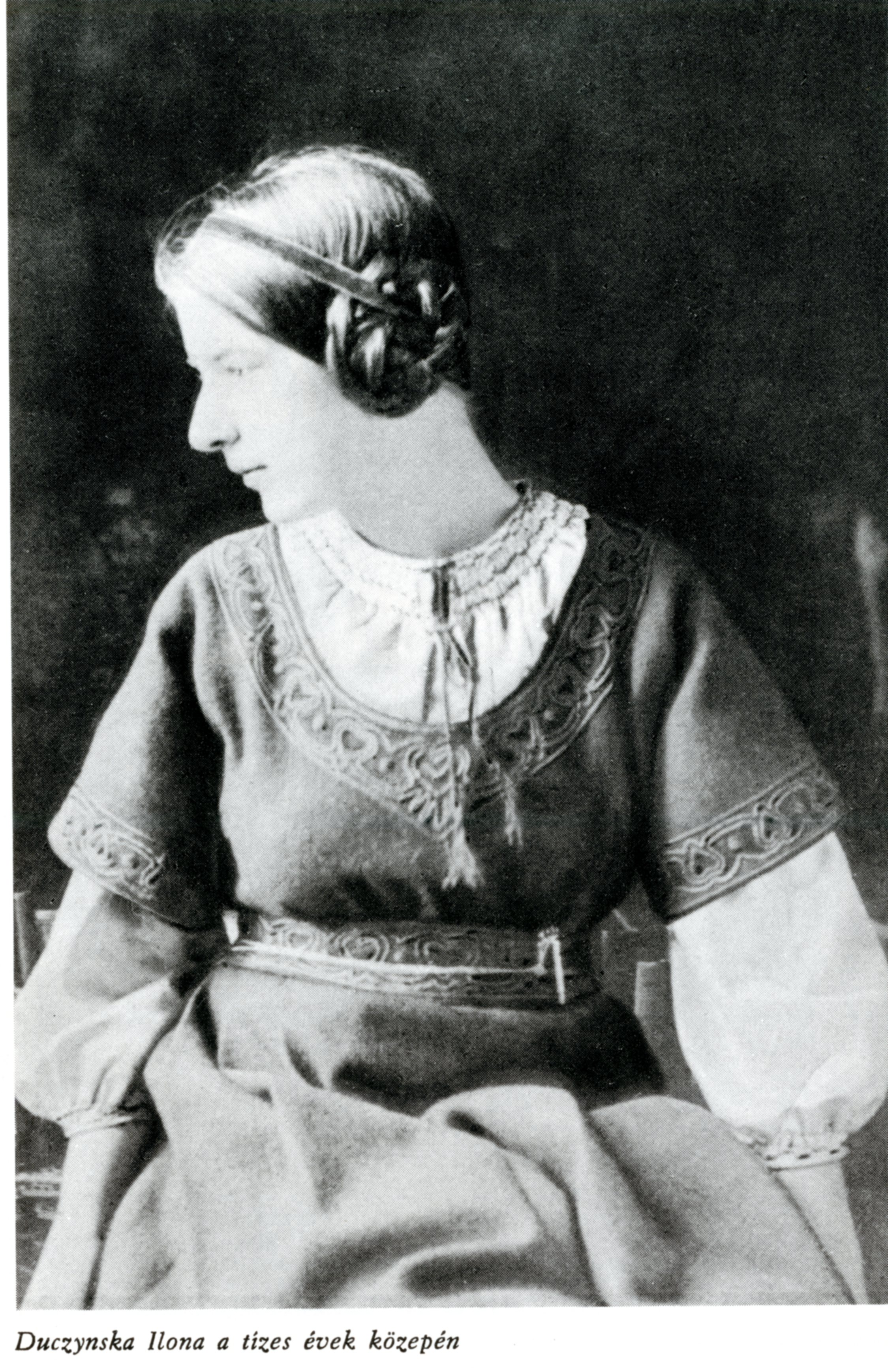
Ilona Duczyńska, a magyar antimilitarista mozgalom egyik aktivistája.

Szabó Ervin az első világháborús magyar részvétel elleni mozgalom egyik korai szervezője volt, Lukács György, Babits Mihály és Balázs Béla mellett mozgósított. Szabó folyamatos kapcsolatot tartott fenn számos európai háborúellenes aktivistával. Végül a róla elnevezett Fővárosi Könyvtár a háborúellenes propaganda terjesztésének központjává vált idehaza. A kampányt Kassák Lajos anarchista író vezette, aki kiadta A Tett című háborúellenes lapot, avantgárd stílusát a központi hatalmak militarizmusával szembeni elvi ellenállással ötvözve, ám a magyar hatóságok ezt cenzúrázták.
A háborúellenes mozgalom egyik fő szervezője a Galilei Kör volt. 1917 szeptemberétől Szabó rendszeres találkozókat szervezett a tagokkal és Ilona Duczyńskával, amelyek során úgy döntöttek, hogy kiadnak egy kiadványt, mely a Zimmerwald konferencia vonalát követte, és utcai demonstrációt szerveznek a háború ellen. Ezek hatására még több aktivista csatlakozott hozzájuk. November 17-én a csoport vezette az ország első háborúellenes tüntetését, „békét vagy forradalmat” követelve, mielőtt a rendőrség feloszlatta őket. Az elnyomásukra irányuló kísérletek ellenére az akció számos további tüntetést indított el országszerte, amelyeket különféle csoportok függetlenül szerveztek. December 26-án a budapesti szindikalisták megalapították az ország első munkástanácsát, hogy általános sztrájkot szervezzenek a háború ellen.

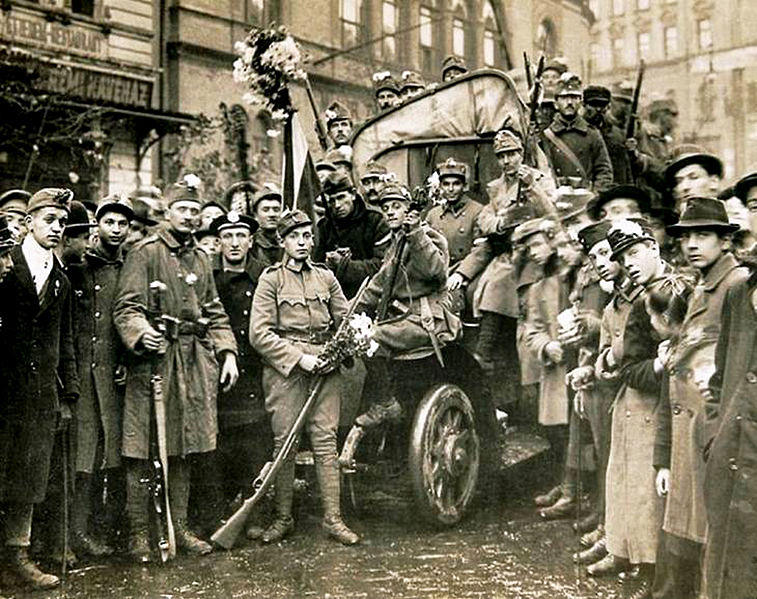
Az őszirózsás forradalom résztvevői 1918-ban.

1918 januárjában a Forradalmi Szocialista Csoport tagjait letartóztatták, mert háborúellenes röplapokat terjesztettek egy laktanyában. A Galilei Kört ezt követően betiltották, és a háborúellenes mozgalom szinte minden kiemelkedő tagját lázítás miatt letartóztatták. A Budapesti Munkástanács válaszul általános sztrájkot hirdetett, amelynek során 150 ezer munkás tüntetett a város utcáin. Bár a sztrájkot vezető szakszervezetek nem álltak a Szociáldemokrata Párt irányítása alatt, a párt mégis a saját győzelmének kiáltotta ki, és gyorsan lefújta a sztrájkot, amihez a szakszervezetek beleegyeztek, hogy elkerüljék a mozgalom megosztását. Korvin Ottó propaganda-erőfeszítései révén új tagokat toboroztak a mozgalomba. Szórólapokat terjesztett, amelyek munkástanácsok létrehozására szólítottak fel, bennük Peter Kropotkin Felhívás a fiatalokhoz című művére is utalt. Végül a háborúellenes mozgalom nagyrészt megtört 1918 májusában, mikor a rendőrség több mint 50 forradalmi szocialista és szindikalista vezetőt tartóztatott le, köztük Ilona Duczyńskát. 1918 júniusában újabb sztrájkhullám söpört végig Magyarországon, tiltakozva a hatóságok által elkövetett munkások elleni lövöldözés miatt, de ezeket a sztrájkokat is lefújta a Szociáldemokrata Párt.
A munkássztrájkok, parasztlázadások és a fegyveres erőkön belüli lázadások elhúzódó sorozata végül a magyar haditanács összeomlásához vezetett. 1918 októberében a kormányt végül az őszirózsás forradalom során megdöntötték, amely létrehozta az Magyar Népköztársaságot. Károlyi Mihály új függetlenségi kormánya hivatalosan is véget vetett Magyarország háborús részvételének, és elrendelte a Magyar Hadsereg leszerelését. Ezt az akciót tömeges munkástüntetés követte, amelynek során  a budapestiek elfoglalták a rendőrőrsöket és lefegyverezték a rendőröket, megnyitva a börtönöket és szabadon engedve az összes politikai foglyot. Ezek után pedig egy szocialista köztársaság létrehozását követelték.

### A Tanácsköztársaság

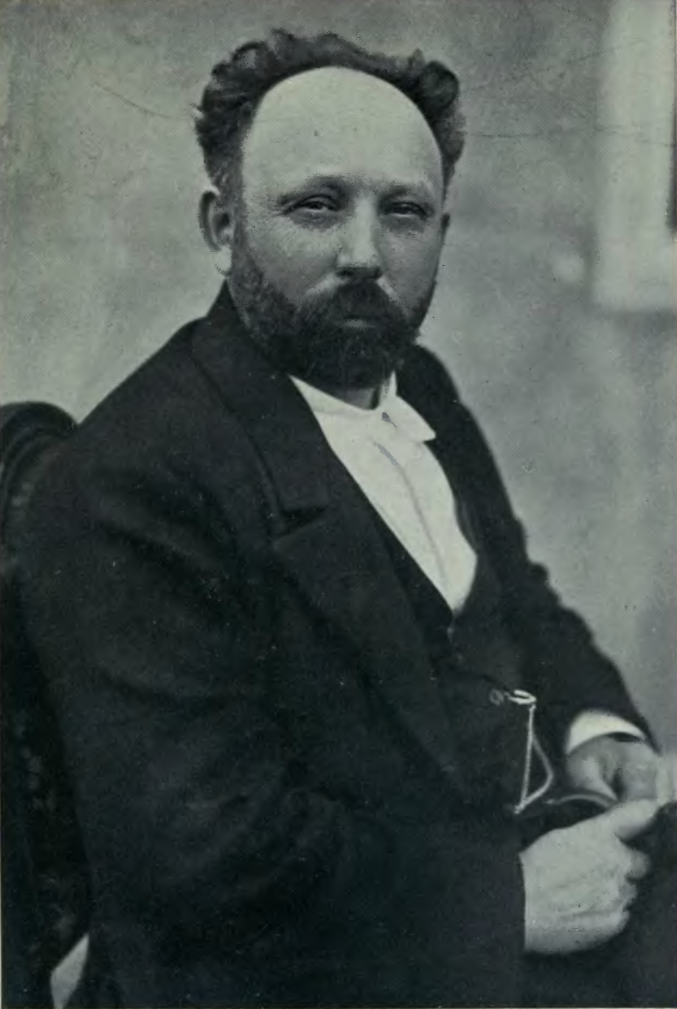
Csizmadia Sándor, a magyar szovjet kormány mezőgazdasági biztosa, 1919.

1918 novemberében Kun Béla több száz magyar kommunistával együtt visszatért Szovjet-Oroszországból. Megalapította a Magyar Kommunista Pártot, és terveket készített a hatalomátvételre, követve a bolsevikok által az orosz forradalom idején mutatott példát. Kun megkísérelt koalíciót létrehozni az ország összes ellenzéki szocialistájával. Bár szkeptikusak voltak a tervvel kapcsolatban, az anarchisták vonakodva csatlakoztak Szamuely Tibor biztatására. Ennek eredményeként Korvin Ottó, Duczyńska Ilona és Lukács György csatlakozott az új kommunista párthoz.
A munkások és a köztársasági kormány közötti feszültség tovább fokozódott, ahogy a parasztok magukhoz vettek földeket, mezőgazdasági szövetkezeteket hoztak létre, míg a városi munkások gyárakat foglaltak el. 1919. február 20-án tüntetők ostromolták a Magyarországi Szociáldemokrata Párt hivatalos lapjának, a Népszavának a szerkesztőségét. A rendőrség összecsapott anarchista önvédelmi csoportokkal, aminek következtében négy rendőr meghalt, a kommunista párt vezetőségét pedig letartóztatták. Míg Kun és más pártvezetők börtönben voltak, az anarchisták hangsúlyosabb szerepet játszottak a szervezetben, és a párt vonalát még jobban a libertárius kommunizmus eszméi felé terelték. 1919 márciusában a forradalmi hangulat általános sztrájkban csúcsosodott ki, amely kikényszerítette a kormány lemondását, kiszabadította a kommunista párt vezetőit a börtönből, és végül a Magyar Tanácsköztársaság megalakulásához vezetett.
A szociáldemokraták és a kommunisták egy koalíciós kormány és egy új Magyar Szocialista Párt létrehozása érdekében egyesültek, melyben a baloldali kommunisták, Szamuely Tibor és Korvin Ottó kerültek pozícióba a kormányon belül. Azok, akik nem értettek egyet a szociáldemokratákkal való együttműködésben, gyorsan baloldali ellenzékké alakultak. Ez számos szindikalistát foglalt magában, akik azzal érveltek, hogy a szovjet köztársaságot a munkástanácsok, nem pedig az új kormányzótanács köré kell szervezni. Miután az áprilisi választásokon anarchistákat és szindikalistákat választottak meg jelöltként, a kormányzótanács érvénytelenítette az eredményeket, biztosítva, hogy a megválasztott jelöltek teljes mértékben az egypárti választókerületből kerüljenek ki. Ez arra késztetett számos anarchistát, hogy végül kiváljon a pártból, és megalapítsa az Anarchista Uniót, amely az Almássy-palotát önállóan működő társadalmi központtá alakította át, újságokat adott ki, valamint számos könyvtárat és vitakört hozott létre.
A kormány és az anarchisták közötti szakadék tovább mélyült. Csizmadia Sándort menesztették a mezőgazdasági népbiztosi posztról, és Kun elrendelte az Anarchista Unió prominens tagjainak letartóztatását, de Korvin Ottó szabadon engedte őket, aki titokban elkezdte finanszírozni a szervezetet, és helyrehozni az anarchisták és a baloldali kommunisták közötti kapcsolatokat. Eközben Szamuely megalapította a „Lenin fiúk” félkatonai különítményt, amely megszervezte a magyar vörös terrort az antikommunista és ellenforradalmi erők ellen, a terror során több száz embert megölve.
A szociáldemokraták végül elérték a Lenin-fiúk feloszlatását, de ezt hamarosan jobboldali puccskísérletek sorozata követte. Kun autoriter módon válaszolt, ami több szindikalista letartóztatásához vezetett. 1919 júliusában anarchisták és szindikalisták megpróbáltak felkelést szervezni a kormány ellen, de tervüket leleplezték, és több gyanúsított anarchistát lelőttek. Más anarchistáknak Szamuely és Korvin segített a szökésben, megvédve őket a további elnyomástól. Ekkorra a forradalom stagnálni kezdett, mivel a kormányzótanács különböző frakciók között megosztottá vált, miközben a munkástanácsok ismét megpróbálták újraéleszteni a forradalmat.
A Tanácsköztársaság végül a magyar–román háborúban elszenvedett vereséget követően omlott össze, majd egy jobboldali kormány alatt újjáalakult a Magyar Köztársaság. Ez az időszak „fehér terror” néven ismert antikommunista elnyomás is volt, melynek során több ezer ember halt meg. Röviddel az 1920-as magyar parlamenti választások után Horthy Miklós régensként visszaállította a Magyar Királyságot .

### Antifasiszta ellenállás
A bolsevikok kifejezetten megtagadták az anarchisták és a baloldali kommunisták biztonságos kiutazását Magyarországról, akik elhatározták, hogy titokban megszervezik az ellenállást az új rezsimmel szemben. Szamuely Tibort és Korvin Ottót is elfogta a rezsim, Szamuelyt állítólag határőrök verték agyon, Korvint pedig bebörtönözték és megkínozták. Egy kis csoport anarchista megpróbálta kiszabadítani Korvint a börtönből, de őket is letartóztatták, és sokan közülük a börtönben haltak meg. A megmaradt anarchisták többsége száműzetésbe került, ahol folytatták tevékenységüket különböző külföldi országokban. Idehaza az anarchista mozgalmat nagyrészt elnyomták; csak kis, titkos csoportok működtek, amelyek teljesen el voltak szakadva a mozgalom többi részétől. A politikai hatalmat Magyarországon az Egységes Párt, egy nemzeti konzervatív párt vette át, amely Gömbös Gyula miniszterelnökké válása után kezdett közelebb kerülni a fasizmushoz.
A baloldali eszmék ismét terjedni kezdtek, miután Magyarország belépett második világháborúba a tengelyhatalmak oldalán. Néhány magyar fiatal különösen vonzódott az anarchizmushoz, és először viszonylag elszigetelten kezdték gyakorolni elképzeléseiket. Magyarország náci megszállása után egy kialakulóban lévő ellenállási mozgalom kezdett szervezkedni, amelyhez sok anarchista csatlakozott. Az anarchistákat azonban az ellenállás nagy része, amelynek többségét monarchisták és kommunisták alkották, nehezen tűrte, így többnyire elszakadtak a mozgalom nagy részétől. 1944 júniusában egy anarchista diákcsoport megtámadott egy Gestapo által tartott észak-magyarországi várost, de a támadást visszaverték, és kettejüket letartóztattak. További anarchista akciók közé tartozott egy katonai ellátó raktár felgyújtása, egy jugoszláv határon fekvő katonai üzem elleni támadás és egy börtönlázadás szervezése.
1944 októberében, miután Horthy megpróbált fegyverszünetet hirdetni, a náci megszállók megdöntötték a rezsimjét, és létrehozták a nácikkal együttműködő Nemzeti Egységkormányt Szálasi Ferenc és a Nyilaskeresztes Párt vezetésével. Ez a rendszerváltás számos anarchista politikai fogoly szabadon bocsátását hozta magával, akik elhatározták, hogy újraélesztik a magyar anarchista mozgalmat. Piros övet viselő anarchista raj több támadást is végrehajtott a Budapest környéki náci állások ellen, és szabotázsakciókat követett el az általuk ellenőrzött infrastruktúrán. A megújult anarchista tevékenység a kommunisták vezette ellenállás bánatára vált, akik ahhoz ragaszkodtak, hogy az anarchisták a kommunisták irányítása alatt legyenek. Miután december 7-én számos anarchista militáns letartóztatását követően a magyar anarchista mozgalom kettévált, kétharmaduk csatlakozott a kommunista párthoz, míg csak egyharmaduk maradt elkötelezett az eszme mellett. Az anarchisták ezt követően antifasiszta zavargást keltettek Budapest közepén, ami az egyetlen népfelkelés volt a náci rezsim ellen, amelyről a szövetséges hatalmak beszámoltak. Miután a nácik lelőttek egy csoportot, a csökkentett létszámú mozgalom úgy döntött, hogy más antifasiszta ellenálló csoportokkal szövetkeznek.

### Szovjet uralom alatt

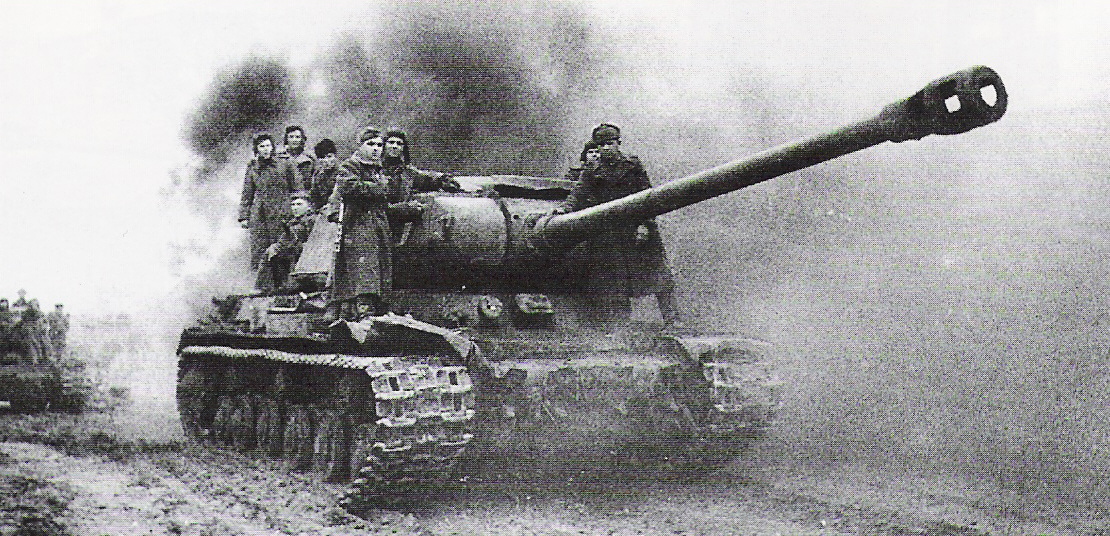
Egy szovjet JS II tank harckocsi harcban a budapesti csata során.

Miután 1945 júliusában véget ért Budapest ostroma, az anarchisták újjászerveződtek. Három álláspont bontakozott ki: az egyik a mozgalom legalizálását akarta, a másik a kommunistákkal való együttműködést, a harmadik pedig az újonnan létrehozott Legfelsőbb Nemzeti Tanács és a szovjet megszállás elleni ellenállás folytatását. Hivatalosan mozgalmuk legalizálását kérték, ami rövid időre meg is történt, de Kliment Vorosilov gyorsan visszavonta az engedélyt. A mozgalom ennek ellenére folytatta tevékenységét, nyomdát alapított és a kommunistákból kiábrándult munkások körében mozgósított. Ennek eredményeként Péter Gábor az Államvédelmi Hatóság élén megtisztította az anarchista mozgalmat, letartóztatta a mozgalom néhány vezetőjét, és sok anarchistát bujkálásra kényszerített. Anarchista fegyveresek támadást indítottak a budapesti szovjet csapatok ellen, többüket megölték, mielőtt maguk is öngyilkosságot követtek el. Az anarchisták szervezték meg Magyarország felszabadulása óta az első munkássztrájkot is, de a Péter vezette elnyomásban harminc munkás vesztette életét. A mozgalom elnyomására irányuló további kommunista erőfeszítések végül az anarchista vezetés elmeneküléséhez vezettek, néhányan Franciaországban kerestek menedéket. Azoknak az anarchistáknak a többsége, akik beletörődtek a kommunista pártba való belépéssel, a párt első tisztogatásainak áldozatává vált.
A kommunisták megszilárdították hatalmukat az új kormány felett, ismét egyesülve a Szociáldemokratákkal, ami az 1947-es államcsínyhez és a Magyar Népköztársaság alkotmányának megalakulásához vezetett a Magyar Munkáspárt egypárti uralma alatt. Az ország új vezetője, Rákosi Mátyás erős személyi kultuszt alakított ki, a sztálinista politikai és gazdasági programokat utánozva, aminek eredményeként Magyarország Európa egyik legkeményebb diktatúráját élte át.
Bár az 1956-os forradalom rövid időre megdöntötte a sztálinista uralmat, és a hatalom munkástanácsok kezébe került, a felkelést a szovjetek leverték. Az ezután alakult Kádár-rendszer a gulyáskommunizmus néven ismert politikát folytatott, amelynek célja az életszínvonal emelése és a szabályozott piacgazdaság bevezetése volt.

### A kortárs anarchista mozgalom
A rendszerváltás után az ország a liberális demokrácia felé fordult, a szólás-, az egyesülési és a gyülekezési szabadsággal együtt. Ez az új politikai környezet lehetővé tette a magyar anarchista mozgalom megújulását, amely az 1990-es évek során kezdett újjáalakulni. Az egyik csoport, amely ebben az időszakban jött létre, a Barricade Collective volt, amely a kapitalizmus Kádár-uralma alatti magyarországi növekedését elemezte, valamint azokat az anyagi feltételeket, amelyek a 2006-os magyarországi tüntetésekhez vezettek.

## Lásd még
- Kategória:Magyar anarchisták

## Referenciák
1. ↑  The Making of the West: Volume C, Lynn Hunt, Pages 683–684
2. ↑  André Gerrits. Political Democracy and Ethnic Diversity in Modern European History. Stanford University Press, 42. o. (2005). ISBN 9780804749763
3. ↑  Robert Young. Secession of Quebec and the Future of Canada. McGill-Queen's Press, 138. o. (1995). ISBN 9780773565470 „the Hungarian constitution was restored.”
4. ↑  Everett, Martyn. Late 19th century Hungarian anarchism, War and Revolution: The Hungarian Anarchist Movement in World War I and the Budapest Commune (1919). Kate Sharpley Library, 4. o. (2006). ISBN 9781873605387. OCLC 63186917
5. ↑  Everett, Martyn. Late 19th century Hungarian anarchism, War and Revolution: The Hungarian Anarchist Movement in World War I and the Budapest Commune (1919). Kate Sharpley Library, 5. o. (2006). ISBN 9781873605387. OCLC 63186917
6. ↑  Everett, Martyn. Late 19th century Hungarian anarchism, War and Revolution: The Hungarian Anarchist Movement in World War I and the Budapest Commune (1919). Kate Sharpley Library, 5–6. o. (2006). ISBN 9781873605387. OCLC 63186917
7. ↑  Everett, Martyn. Ervin Szabo, War and Revolution: The Hungarian Anarchist Movement in World War I and the Budapest Commune (1919). Kate Sharpley Library, 7–8. o. (2006). ISBN 9781873605387. OCLC 63186917
8. ↑  Everett, Martyn. Ervin Batthyany and Early 20th Century Anarchism, War and Revolution: The Hungarian Anarchist Movement in World War I and the Budapest Commune (1919). Kate Sharpley Library, 6–7. o. (2006). ISBN 9781873605387. OCLC 63186917
9. 1 2  Everett, Martyn. The Anti-War Movement, War and Revolution: The Hungarian Anarchist Movement in World War I and the Budapest Commune (1919). Kate Sharpley Library, 9. o. (2006). ISBN 9781873605387. OCLC 63186917
10. ↑  Everett, Martyn. The Anti-War Movement, War and Revolution: The Hungarian Anarchist Movement in World War I and the Budapest Commune (1919). Kate Sharpley Library, 10. o. (2006). ISBN 9781873605387. OCLC 63186917
11. ↑  Everett, Martyn. The Anti-War Movement, War and Revolution: The Hungarian Anarchist Movement in World War I and the Budapest Commune (1919). Kate Sharpley Library, 11. o. (2006). ISBN 9781873605387. OCLC 63186917
12. ↑  Everett, Martyn. The Anti-War Movement, War and Revolution: The Hungarian Anarchist Movement in World War I and the Budapest Commune (1919). Kate Sharpley Library, 12. o. (2006). ISBN 9781873605387. OCLC 63186917
13. ↑  Everett, Martyn. The Anti-War Movement, War and Revolution: The Hungarian Anarchist Movement in World War I and the Budapest Commune (1919). Kate Sharpley Library, 13–14. o. (2006). ISBN 9781873605387. OCLC 63186917
14. ↑  Everett, Martyn. The Anti-War Movement, War and Revolution: The Hungarian Anarchist Movement in World War I and the Budapest Commune (1919). Kate Sharpley Library, 14. o. (2006). ISBN 9781873605387. OCLC 63186917
15. 1 2  Everett, Martyn. Government Collapse, War and Revolution: The Hungarian Anarchist Movement in World War I and the Budapest Commune (1919). Kate Sharpley Library, 16. o. (2006). ISBN 9781873605387. OCLC 63186917
16. ↑  Cornelius, Deborah S.. Hungary in World War II: Caught in the Cauldron (angol nyelven). Fordham Univ Press, 10. o. (2017. február 25.). ISBN 9780823233434
17. ↑  Sharp A. The Versailles Settlement: Peacemaking after the First World War, 1919–1923. Palgrave Macmillan. 2008. p. 156. ISBN 9781137069689.
18. ↑  Everett, Martyn. Government Collapse, War and Revolution: The Hungarian Anarchist Movement in World War I and the Budapest Commune (1919). Kate Sharpley Library, 17–18. o. (2006). ISBN 9781873605387. OCLC 63186917
19. ↑  Everett, Martyn. Government Collapse, War and Revolution: The Hungarian Anarchist Movement in World War I and the Budapest Commune (1919). Kate Sharpley Library, 18–19. o. (2006). ISBN 9781873605387. OCLC 63186917
20. ↑  Hungarian Soviet Republic. The Library of Congress Country Studies, 1989. szeptember 1. (Hozzáférés: 2021. március 2.)
21. ↑  Everett, Martyn. Government Collapse, War and Revolution: The Hungarian Anarchist Movement in World War I and the Budapest Commune (1919). Kate Sharpley Library, 19. o. (2006). ISBN 9781873605387. OCLC 63186917
22. ↑  Everett, Martyn. The Budapest Commune, War and Revolution: The Hungarian Anarchist Movement in World War I and the Budapest Commune (1919). Kate Sharpley Library, 20. o. (2006). ISBN 9781873605387. OCLC 63186917
23. ↑  Everett, Martyn. Government Collapse, War and Revolution: The Hungarian Anarchist Movement in World War I and the Budapest Commune (1919). Kate Sharpley Library, 20–21. o. (2006). ISBN 9781873605387. OCLC 63186917
24. ↑  Everett, Martyn. The Budapest Commune, War and Revolution: The Hungarian Anarchist Movement in World War I and the Budapest Commune (1919). Kate Sharpley Library, 21. o. (2006). ISBN 9781873605387. OCLC 63186917
25. ↑  Okey, Robin. Eastern Europe 1740-1985: Feudalism to Communism. Routledge, 162. o. (2003). ISBN 9781134886876
26. ↑  Everett, Martyn. The Budapest Commune, War and Revolution: The Hungarian Anarchist Movement in World War I and the Budapest Commune (1919). Kate Sharpley Library, 21–22. o. (2006). ISBN 9781873605387. OCLC 63186917
27. ↑  Borsanyi, Gyorgy. The Life of a Communist Revolutionary ford.: Mario Fenyo:. New York: Columbia University Press, 197–8. o. (1993)
28. ↑  Hajdu, Tibor. The Hungarian Soviet Republic, Studia Historica. Budapest: Akadémiai Kiadó (1979). ISBN 9789630519908. OCLC 802021110
29. ↑  Everett, Martyn. The Budapest Commune, War and Revolution: The Hungarian Anarchist Movement in World War I and the Budapest Commune (1919). Kate Sharpley Library, 23. o. (2006). ISBN 9781873605387. OCLC 63186917
30. ↑  Everett, Martyn. The Budapest Commune, War and Revolution: The Hungarian Anarchist Movement in World War I and the Budapest Commune (1919). Kate Sharpley Library, 23–24. o. (2006). ISBN 9781873605387. OCLC 63186917
31. ↑  Pölöskei, Ferenc. Magyarország története 1918–1990 (magyar nyelven). Budapest: Korona Kiadó, 32–33. o. (1995). ISBN 963-8153-55-5
32. ↑  Everett, Martyn. The Budapest Commune, War and Revolution: The Hungarian Anarchist Movement in World War I and the Budapest Commune (1919). Kate Sharpley Library, 24–25. o. (2006). ISBN 9781873605387. OCLC 63186917
33. ↑  Everett, Martyn. The Budapest Commune, War and Revolution: The Hungarian Anarchist Movement in World War I and the Budapest Commune (1919). Kate Sharpley Library, 25. o. (2006). ISBN 9781873605387. OCLC 63186917
34. ↑  Everett, Martyn. The Budapest Commune, War and Revolution: The Hungarian Anarchist Movement in World War I and the Budapest Commune (1919). Kate Sharpley Library, 25–26. o. (2006). ISBN 9781873605387. OCLC 63186917
35. ↑  Everett, Martyn. The Budapest Commune, War and Revolution: The Hungarian Anarchist Movement in World War I and the Budapest Commune (1919). Kate Sharpley Library, 27. o. (2006). ISBN 9781873605387. OCLC 63186917
36. ↑  Payne, Stanley G.. A History of Fascism, 1914-1945. Routledge (1996. május 6.). ISBN 0203501322
37. 1 2  Anarchist Federation Of Hungary. „From 'White Terror' To 'Red Terror' - Part I”, Kate Sharpley Library, 1950. szeptember 8.
38. ↑  Horthy, Admiral Miklós. Admiral Nicholas Horthy Memoirs, Nicholas Horthy, Miklós Horthy, Andrew L. Simon, Nicholas Roosevelt, illustrated, Simon Publications LLC, 348. o. (2000). ISBN 0-9665734-3-9
39. ↑  Anarchist Federation Of Hungary. „From 'White Terror' To 'Red Terror' - Part II”, Kate Sharpley Library, 1950. szeptember 22.
40. ↑  Neubauer, John. The Exile and Return of Writers from East-Central Europe: A Compendium. New York: De Gruyter, 140. o. (2009). ISBN 9783110217735
41. ↑  Kenez, Peter. Hungary from the Nazis to the Soviets: The Establishment of the Communist Regime in Hungary, 1944–1948. Cambridge University Press, 133. o. (2006). ISBN 9780521857666
42. ↑  Sugar, Peter F.. A History of Hungary. Indiana University Press, 375–377. o. (1994). ISBN 0-253-20867-X
43. ↑  Granville, Johanna. The First Domino: International Decision Making during the Hungarian Crisis of 1956. Texas A&M University Press (2004). ISBN 1-58544-298-4
44. ↑  Gati, Charles. Failed Illusions: Moscow, Washington, Budapest, and the 1956 Hungarian Revolt. Stanford University Press, 9–12. o. (2006). ISBN 0-8047-5606-6
45. ↑  UN General Assembly Special Committee on the Problem of Hungary (1957) Chapter II. E (Revolutionary and Workers' Councils), paragraph 63 (p. 22) (1.47 MB)
46. ↑  „Hungary Eases Dissent Curbs”, The New York Times, 1989. január 12.
47. ↑  Barricade Collective. „Presentation”, Libcom.org
48. ↑  Barricade Collective. „Capital and workers struggles in Hungary from the 1950s to today”, Anarkismo.net, 2005. március 1.
49. ↑  Barricade Collective. „Rouse?!”, Anarkismo.net, 2006. szeptember 27.

## Bibliográfia
- Tökés, Rudolf K.. Béla Kun and the Hungarian Soviet Republic: The Origins and Role of the Communist Party of Hungary in the Revolutions of 1918-1919. Hoover Institution (1967). OCLC 460518429
- Szabó, Ervin.szerk.: Gyorgy Litvan: Socialism and Social Science: Selected Writings of Ervin Szabó (1877-1918). London: Routledge (1982). ISBN 9780710090072. OCLC 949018158
- Bozóki, András. Anarchism in Hungary: theory, history, legacies. New York: Columbia University Press (2006). ISBN 9780880335683. OCLC 70044104

## Külső linkek
- Hungary section - The Anarchist Library (angol nyelven)
- Hungary section - Libcom.org (angol nyelven)